# Oxalicibacterium flavum
Oxalicibacterium flavum es una bacteria gramnegativa del género Oxalicibacterium. Fue descrita en el año 2003, es la especie tipo. Su etimología hace referencia a amarillo. Es aerobia y móvil por 1-3 flagelos polares. Tiene un tamaño de 0,4 μm de ancho por 0,9-1,4 μm de largo. Catalasa y oxidasa positivas. Contiene gránulos de polihidroxibutirato. Forma colonias rugosas y amarillas en agar NA tras 3 días de incubación. Temperatura óptima de crecimiento de 28-30 °C. Es sensible a eritromicina, cloranfenicol, estreptomicina y gentamicina. Resistente a bacitracina y ampicilina. Tiene un contenido de G+C de 63%. Se ha aislado del suelo de basura cercana a la planta Mesembryanthemum en Turquía. 